# Rhadinodonta bella
Rhadinodonta bella är en stekelart som beskrevs av Heinrich 1968. Rhadinodonta bella ingår i släktet Rhadinodonta och familjen brokparasitsteklar. Utöver nominatformen finns också underarten R. b. ilemae.